# Jacopo Guarana
Jacopo Guarana (28 de octubre de 1720 - 18 de abril de 1808) fue un pintor veneciano de finales del período barroco que nació en Verona. Estuvo activo principalmente en Venecia y sus territorios continentales. 

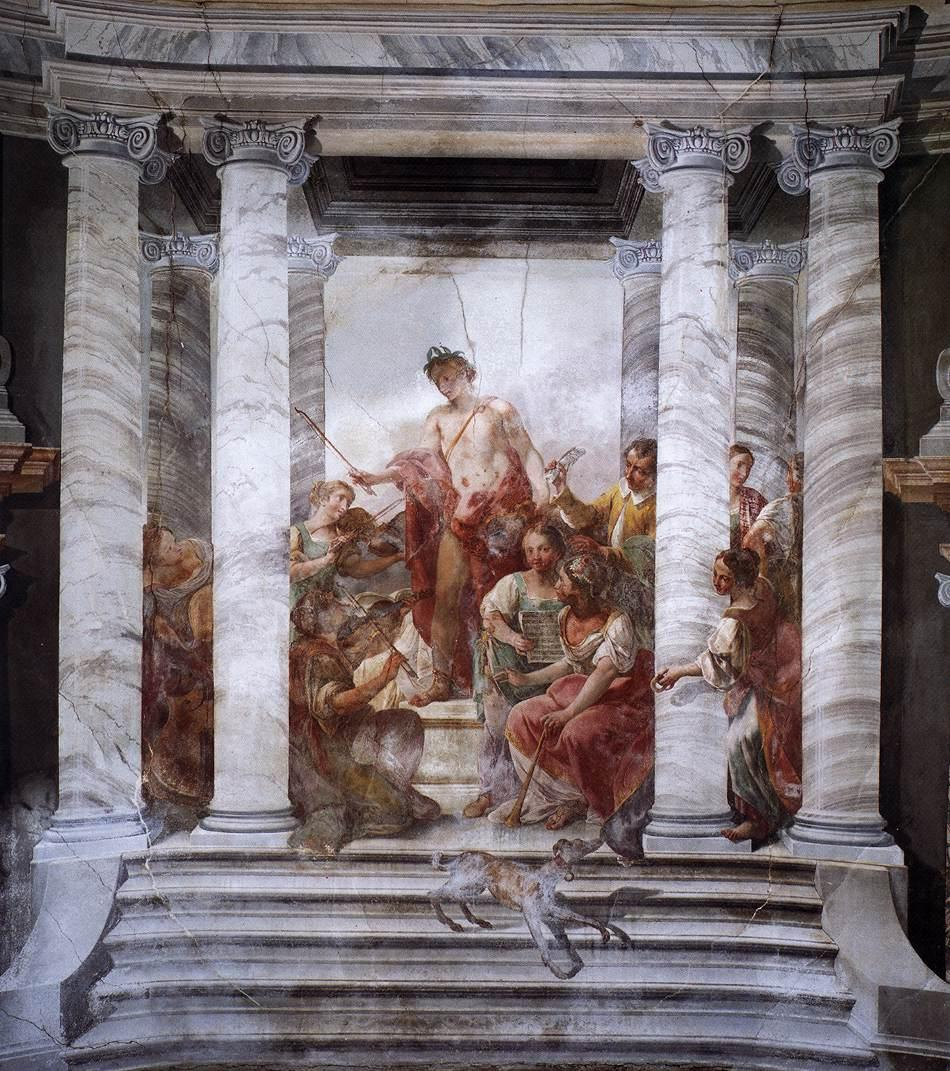
Apolo dirigiendo un coro de doncellas (1776)

En 1750 completó los frescos para el interior de Ca' Rezzonico y, en 1780, para la iglesia de San Tomà. También pintó para la iglesia de San Teonisto en Treviso y la Villa Contarini en Cinto Euganeo y ayudó a decorar la Villa Pisani en Stra. Completó otras obras para el Palazzo Balbi, el Palazzo Boldù a San Felice, el Palazzo Erizzo a San Martino y el Palazzo Mocenigo a San Stae . 
Guarana es el último heredero directo restante de la tradición tiepolesca. Fue miembro fundador de la Academia Veneciana de Belle Arti y se dice que estudió con Sebastiano Ricci y luego con Giovanni Battista Tiepolo. 
Entre sus obras más populares se encuentran los frescos de la pared de la sala de conciertos del Ospedaletto, Venecia.  Para cuando pintó el Sagrado corazón de Jesús y los Santos para la iglesia de San Polo, su trabajo se consideró  "retardatario", una visión del pasado. Su hijo, Vincenzo Guarana, nacido en 1742, también fue pintor. 
La pintora al pastel Anna Pasetti trabajó como copista en el estudio de Guarana.